# Athlétisme à l'Universiade d'été de 1981
Navigation
Mexico 1979 Edmonton 1983
Les épreuves d'athlétisme de l'Universiade d'été de 1981 se sont déroulées dans l'enceinte du Stadionul Național à Bucarest, en Roumanie, du 22 au 27 juillet 1981.
Cinq nouvelles disciplines sont au programme : le marathon et le 20 km marche chez les hommes, le 400 m haies, l'heptathlon et le 4 × 400 m chez les femmes, ce qui porte le nombre d'épreuves à 39. 14 records de la compétition sont établis ou battus.

## Faits marquants
Les États-Unis, l'URSS et la RDA terminent en tête au nombre de médailles, tout en n'envoyant pas leurs meilleurs athlètes. En revanche, la Chine effectue une percée remarquée, plaçant trois de ses athlètes sur le podium, dont le sauteur en hauteur Zhu Jianhua qui détiendra plus tard le record du monde.
Au saut à la perche, le duel France-URSS tourne à l'avantage des Soviétiques, avec Konstantin Volkov dominant le recordman du monde du moment, Vladimir Polyakov, et le recordman précédent Thierry Vigneron seulement quatrième.
Chez les femmes, l'Italienne Sara Simeoni, de retour à la compétition après des problèmes physiques, s'impose à la hauteur.
La Roumanie, pays hôte, réalise le troisième meilleur total (15 médailles) dont deux médailles d'or grâce à Doina Melinte au 800 m et Florenţa Crăciunescu au disque.

## Résultats

### Hommes
| 100 m Vent : -0,4 m/s | Mel Lattany 10 s 18                                                                             | Calvin Smith 10 s 26                                                                            | Ernest Obeng 10 s 37                                                                     |
| 200 m Vent : +0,4 m/s | Yuriy Naumenko 20 s 79                                                                          | István Nagy 20 s 83                                                                             | Georges Kablan Degnan 20 s 97                                                            |
| 400 m | Cliff Wiley 45 s 18                                                                             | Walter McCoy 45 s 33                                                                            | Gerson de Souza 45 s 91                                                                  |
| 800 m | Andreas Hauck 1 min 50 s 12                                                                     | Sotirios Moutsanas 1 min 50 s 20                                                                | Pavel Troshchilo 1 min 50 s 26                                                           |
| 1 500 m | Saïd Aouita 3 min 38 s 43 (CR)                                                                  | Vinko Pokrajčić 3 min 39 s 83                                                                   | Amar Brahmia 3 min 39 s 85                                                               |
| 5 000 m | Doug Padilla 13 min 49 s 95                                                                     | Jozef Lencés 13 min 50 s 34                                                                     | Frank Zimmermann 13 min 50 s 84                                                          |
| 10 000 m | Toomas Turb 29 min 42 s 83                                                                      | Gyorgi Marko 29 min 51 s 13                                                                     | Dave Murphy 29 min 51 s 27                                                               |
| 110 m haies Vent : +1,0 m/s | Larry Cowling 13 s 65                                                                           | Pal Palffy 13 s 73                                                                              | Georgiy Shabanov 13 s 82                                                                 |
| 400 m haies | David Lee 49 s 05                                                                               | Dmitriy Shkarupin 49 s 52                                                                       | Antônio Díaz Ferreira 50 s 04                                                            |
| 3000 m steeple | John Gregorek 8 min 21 s 26 (CR)                                                                | Tommy Ekblom 8 min 21 s 93                                                                      | Mariano Scartezzini 8 min 28 s 03                                                        |
| 4 × 100 m | États-Unis Mel Lattany Anthony Ketchum Jason Grimes Calvin Smith 38 s 70                        | Union soviétique Andrey Shlyapnikov Nikolay Sidorov Aleksandr Aksinin Vladimir Muravyov 38 s 94 | France Philippe Lejoncour Stéphane Adam Gabriel Brothier Aldo Canti 39 s 50              |
| 4 × 400 m | Union soviétique Aleksandr Zolotaryev Vitaliy Fedotov Viktor Burakov Viktor Markin 3 min 2 s 75 | États-Unis David Lee Anthony Ketchum David Patrick Walter McCoy 3 min 3 s 01                    | Brésil Katsuhiko Nakaya Paulo Lima Gérson de Souza António Euzebio Ferreira 3 min 6 s 79 |
| Marathon | Ivan Kovalchuk 2 h 22 min 14 (CR)                                                               | Herbert Wills 2 h 23 min 22                                                                     | Gheorghe Buruiana 2 h 24 min 45                                                          |
| 20 km marche | Maurizio Damilano 1 h 26 min 47 (CR)                                                            | Carlo Mattioli 1 h 28 min 10                                                                    | Liodor Pescaru 1 h 28 min 56                                                             |
| Saut en hauteur | Leo Williams 2,25 m                                                                             | Zhu Jianhua 2,25 m                                                                              | Gerd Nagel 2,25 m                                                                        |
| Saut à la perche | Konstantin Volkov 5,75 m (CR)                                                                   | Vladimir Polyakov 5,70 m                                                                        | Philippe Houvion 5,65 m                                                                  |
| Saut en longueur | László Szalma 8,23 m (w)                                                                        | Liu Yuhuang 8,11 m                                                                              | Ubaldo Duany 8,10 m                                                                      |
| Triple saut | Zou Zhenxian 17,32 m (CR)                                                                       | Béla Bakosi 16,97 m                                                                             | Keith Connor 16,88 m                                                                     |
| Lancer du poids | Mike Carter 20,19 m                                                                             | Detlef Mortag 19,35 m                                                                           | Dalibor Vašícek 19,20 m                                                                  |
| Lancer du disque | Armin Lemme 65,90 m (CR)                                                                        | Wolfgang Warnemünde 63,54 m                                                                     | Ion Zamfirache 63,40 m                                                                   |
| Lancer du marteau | Klaus Ploghaus 77,74 m (CR)                                                                     | Jüri Tamm 76,54 m                                                                               | Igor Nikulin 75,24 m                                                                     |
| Lancer du javelot (ancien modèle) | Dainis Kula 89,52 m (CR)                                                                        | Gerald Weiß 87,80 m                                                                             | Heino Puuste 87,22 m                                                                     |
| Décathlon | Aleksandr Shablenko 8 055 pts                                                                   | Sergey Zhelanov 8 013 pts                                                                       | Georg Werthner 7 825 pts                                                                 |
| Records et Performances - AR : Record continental (area record) - CR : Record des championnats (championship record) - MR : Record du meeting (meet record) - NR : Record national (national record) - OR : Record olympique (olympic record) - PR : Record paralympique (paralympic record) - PB : Record personnel (personal best) - SB : Meilleure performance personnelle de la saison (season's best) - WL : Meilleure performance mondiale de l'année (world leader) - WJR : Record du monde junior (world junior record) - WR : Record du monde (world record) Circonstances et Conditions - DNF : N'a pas terminé (did not finish) - DNS : N'a pas pris le départ (did not start) - DQ : Disqualification (disqualification) - NM : Aucun essai valable enregistré (No Mark) - Q : Qualifié « directement » au prochain tour (ou à la prochaine compétition), lors d'une compétition majeure, grâce au classement ou à la réalisation des minima (automatic qualifier) - q : Qualifié au prochain tour (ou à la prochaine compétition), lors d'une compétition majeure, grâce au repêchage ou à la réalisation de l'une des meilleures performances parmi celles des « non qualifiés directement » (grâce au meilleur temps ou à la meilleure distance par exemple) (secondary qualifier) |                                                                                                 |                                                                                                 |                                                                                          |

### Femmes
| 100 m Vent : -0,7 m/s | Bev Goddard 11 s 35                                                                               | Olga Zolotaryova 11 s 51                                                              | Olga Nasonova 11 s 54                                                              |
| 200 m Vent : +1,0 m/s | Kathy Smallwood 22 s 78                                                                           | Marisa Masullo 23 s 36                                                                | Irina Nazarova 23 s 45                                                             |
| 400 m | Irina Baskakova 51 s 45                                                                           | Nadezhda Lyalina 51 s 56                                                              | Sophie Malbranque 52 s 52                                                          |
| 800 m | Doina Melinte 1 min 57 s 81                                                                       | Gabriella Dorio 1 min 58 s 99                                                         | Tudorita Morutan 1 min 59 s 30                                                     |
| 1 500 m | Gabriella Dorio 4 min 05 s 35 (CR)                                                                | Doina Melinte 4 min 05 s 74                                                           | Olga Dvirna 4 min 06 s 39                                                          |
| 3 000 m | Breda Pergar 8 min 53 s 78 (CR)                                                                   | Valentina Ilyinykh 8 min 54 s 23                                                      | Maria Radu 8 min 58 s 58                                                           |
| 100 m haies Vent : -0,6 m/s | Stephanie Hightower 13 s 03                                                                       | Mariya Kemenchezhiy 13 s 13                                                           | Elzbieta Rabsztyn 13 s 31                                                          |
| 400 m haies | Anna Kastyetskaya 55 s 52 (CR)                                                                    | Birgit Sonntag 55 s 90                                                                | Tatyana Zubova 57 s 07                                                             |
| 4 × 100 m | États-Unis Michelle Glover Carol Lewis Jackie Washington Benita Fitzgerald 43 s 66                | Royaume-Uni Yvette Wray Kathy Smallwood Bev Goddard Sue Hearnshaw 43 s 86             | Italie Antonella Capriotti Carla Mercurio Patrizia Lombardo Marisa Masullo 44 s 43 |
| 4 × 400 m | Union soviétique Anna Kastyetskaya Irina Baskakova Natalya Alyoshina Irina Nazarova 3 min 26 s 25 | États-Unis Kelia Bolton Leann Warren Robin Campbell Delisa Walton-Floyd 3 min 29 s 50 | Roumanie Steluța Vintila Stela Manea Ibolya Korodi Elena Tărîţă 3 min 30 s 47      |
| Saut en hauteur | Sara Simeoni 1,96 m (CR)                                                                          | Lyudmila Andonova 1,94 m                                                              | Tamara Bykova 1,94 m                                                               |
| Saut en longueur | Tatyana Kolpakova 6,83 m                                                                          | Anişoara Cuşmir 6,77 m                                                                | Valy Ionescu 6,61 m                                                                |
| Lancer du poids | Helma Knorscheidt 20,24 m                                                                         | Ines Müller 19,66 m                                                                   | Lyudmila Savina 18,50 m                                                            |
| Lancer du disque | Florenţa Crăciunescu 67,48 m (CR)                                                                 | Petra Sziegaud 64,14 m                                                                | Mariana Ionescu 61,84 m                                                            |
| Lancer du javelot | Petra Felke 65,20 m                                                                               | Karin Smith 64,12 m                                                                   | Mayra Vila 63,88 m                                                                 |
| Heptathlon | Malgorzata Guzowska 6 198 pts                                                                     | Nadezhda Vinogradova 6 133 pts                                                        | Corina Tifrea 6 033 pts                                                            |
| Records et Performances - AR : Record continental (area record) - CR : Record des championnats (championship record) - MR : Record du meeting (meet record) - NR : Record national (national record) - OR : Record olympique (olympic record) - PR : Record paralympique (paralympic record) - PB : Record personnel (personal best) - SB : Meilleure performance personnelle de la saison (season's best) - WL : Meilleure performance mondiale de l'année (world leader) - WJR : Record du monde junior (world junior record) - WR : Record du monde (world record) Circonstances et Conditions - DNF : N'a pas terminé (did not finish) - DNS : N'a pas pris le départ (did not start) - DQ : Disqualification (disqualification) - NM : Aucun essai valable enregistré (No Mark) - Q : Qualifié « directement » au prochain tour (ou à la prochaine compétition), lors d'une compétition majeure, grâce au classement ou à la réalisation des minima (automatic qualifier) - q : Qualifié au prochain tour (ou à la prochaine compétition), lors d'une compétition majeure, grâce au repêchage ou à la réalisation de l'une des meilleures performances parmi celles des « non qualifiés directement » (grâce au meilleur temps ou à la meilleure distance par exemple) (secondary qualifier) |                                                                                                   |                                                                                       |                                                                                    |

## Tableau des médailles
| Rang  | Nation               | Or | Argent | Bronze | Total |
| ----- | -------------------- | -- | ------ | ------ | ----- |
| 1     | Union soviétique     | 11 | 10     | 11     | 32    |
| 2     | États-Unis           | 11 | 6      | 0      | 17    |
| 3     | Allemagne de l'Est   | 4  | 5      | 0      | 9     |
| 4     | Italie               | 3  | 3      | 2      | 8     |
| 5     | Roumanie             | 2  | 4      | 9      | 15    |
| 6     | Royaume-Uni          | 2  | 1      | 2      | 5     |
| 7=    | Chine                | 1  | 2      | 0      | 3     |
| 7=    | Hongrie              | 1  | 2      | 0      | 3     |
| 7=    | Yougoslavie          | 1  | 2      | 0      | 3     |
| 10    | Allemagne de l'Ouest | 1  | 0      | 2      | 3     |
| 11    | Pologne              | 1  | 0      | 1      | 2     |
| 12    | Maroc                | 1  | 0      | 0      | 1     |
| 13=   | Bulgarie             | 0  | 1      | 0      | 1     |
| 13=   | Tchécoslovaquie      | 0  | 1      | 0      | 1     |
| 13=   | Finlande             | 0  | 1      | 0      | 1     |
| 13=   | Grèce                | 0  | 1      | 0      | 1     |
| 17=   | Brésil               | 0  | 0      | 3      | 3     |
| 17=   | France               | 0  | 0      | 3      | 3     |
| 19    | Cuba                 | 0  | 0      | 2      | 2     |
| 20=   | Algérie              | 0  | 0      | 1      | 1     |
| 20=   | Autriche             | 0  | 0      | 1      | 1     |
| 20=   | Côte d'Ivoire        | 0  | 0      | 1      | 1     |
| 20=   | Ghana                | 0  | 0      | 1      | 1     |
| Total | Total                | 39 | 39     | 39     | 117   |